# Superprestige 2010-2011
Navigation
2009-2010 2011-2012
Le Superprestige 2010-2011 est la 29e édition du Superprestige, compétition qui se déroule entre le 10 octobre 2010 et le 12 février 2011 et composée de huit manches pour les élites hommes, espoirs et juniors ayant lieu en Belgique et aux Pays-Bas. Toutes les épreuves font partie du calendrier de la saison de cyclo-cross masculine 2010-2011. Les classements sont remportés par le Belge Sven Nys pour la dixième fois chez les élites, par ses compatriotes Jim Aernouts chez les espoirs et Laurens Sweeck chez les juniors.

## Barème
Les 15 premiers de chaque course marquent des points pour le classement général suivant le tableau suivant :
| Position           | 1er | 2e | 3e | 4e | 5e | 6e | 7e | 8e | 9e | 10e | 11e | 12e | 13e | 14e | 15e |
| Classement général | 15  | 14 | 13 | 12 | 11 | 10 | 9  | 8  | 7  | 6   | 5   | 4   | 3   | 2   | 1   |

## Hommes élites

### Résultats
| # | Date        | Lieu                                       | Vainqueur        | Deuxième            | Troisième             | Leader du classement général |
| - | ----------- | ------------------------------------------ | ---------------- | ------------------- | --------------------- | ---------------------------- |
| 1 | 10 octobre  | Ruddervoorde (Cyclo-cross de Ruddervoorde) | Zdeněk Štybar    | Bart Aernouts       | Sven Nys              | Zdeněk Štybar                |
| 2 | 31 octobre  | Zonhoven (Cyclo-cross de Zonhoven)         | Zdeněk Štybar    | Kevin Pauwels       | Sven Nys              | Zdeněk Štybar                |
| 3 | 14 novembre | Hamme-Zogge (Bollekescross)                | Sven Nys         | Klaas Vantornout    | Niels Albert          | Sven Nys                     |
| 4 | 21 novembre | Gavere (Cyclo-cross d'Asper-Gavere)        | Sven Nys         | Kevin Pauwels       | Niels Albert          | Sven Nys                     |
| 5 | 28 novembre | Gieten (Cyclo-cross de Gieten)             | Tom Meeusen      | Radomír Šimůnek jr. | Dieter Vanthourenhout | Sven Nys                     |
| 6 | 27 décembre | Diegem (Cyclo-cross de Diegem)             | Niels Albert     | Sven Nys            | Zdeněk Štybar         | Sven Nys                     |
| 7 | 6 février   | Hoogstraten (Vlaamse Aardbeiencross)       | Sven Nys         | Niels Albert        | Kevin Pauwels         | Sven Nys                     |
| 8 | 12 février  | Middelkerke (Noordzeecross)                | Klaas Vantornout | Kevin Pauwels       | Bart Wellens          | Sven Nys                     |

### Classement général
| Pos | Coureur             | Points |
| --- | ------------------- | ------ |
| 1   | Sven Nys            | 107    |
| 2   | Kevin Pauwels       | 92     |
| 3   | Zdeněk Štybar       | 85     |
| 4   | Niels Albert        | 84     |
| 5   | Bart Wellens        | 77     |
| 6   | Klaas Vantornout    | 62     |
| 7   | Tom Meeusen         | 56     |
| 8   | Bart Aernouts       | 53     |
| 9   | Gerben de Knegt     | 42     |
| 10  | Sven Vanthourenhout | 41     |

## Hommes espoirs

### Résultats
| # | Date        | Lieu                                       | Vainqueur         | Deuxième          | Troisième         | Leader du classement général     |
| - | ----------- | ------------------------------------------ | ----------------- | ----------------- | ----------------- | -------------------------------- |
| 1 | 10 octobre  | Ruddervoorde (Cyclo-cross de Ruddervoorde) | Jim Aernouts      | Vincent Baestaens | Arnaud Jouffroy   | Jim Aernouts                     |
| 2 | 31 octobre  | Zonhoven (Cyclo-cross de Zonhoven)         | Lars van der Haar | Jim Aernouts      | Joeri Adams       | Jim Aernouts                     |
| 3 | 14 novembre | Hamme-Zogge (Bollekescross)                | Jim Aernouts      | Stef Boden        | Vinnie Braet      | Jim Aernouts                     |
| 4 | 21 novembre | Gavere (Cyclo-cross d'Asper-Gavere)        | Vincent Baestaens | Lars van der Haar | Jim Aernouts      | Jim Aernouts                     |
| 5 | 28 novembre | Gieten (Cyclo-cross de Gieten)             | Lars van der Haar | Vincent Baestaens | Tijmen Eising     | Lars van der Haar                |
| 6 | 27 décembre | Diegem (Cyclo-cross de Diegem)             | Lars van der Haar | Wietse Bosmans    | Mike Teunissen    | Lars van der Haar                |
| 7 | 6 février   | Hoogstraten (Vlaamse Aardbeiencross)       | Vincent Baestaens | Jim Aernouts      | Joeri Adams       | Lars van der Haar / Jim Aernouts |
| 8 | 12 février  | Middelkerke (Noordzeecross)                | Jim Aernouts      | Lars van der Haar | Vincent Baestaens | Jim Aernouts                     |

### Classement général
| Pos | Coureur           | Points |
| --- | ----------------- | ------ |
| 1   | Jim Aernouts      | 86     |
| 2   | Lars van der Haar | 85     |
| 3   | Vincent Baestaens | 81     |
| 4   | Joeri Adams       | 72     |
| 5   | Wietse Bosmans    | 54     |
| 6   | Marcel Meisen     | 48     |
| 7   | Vinnie Braet      | 47     |
| 8   | Tijmen Eising     | 45     |
| 9   | Kevin Eeckhouty   | 31     |
| 10  | Stef Boden        | 28     |

## Hommes juniors

### Résultats
| # | Date        | Lieu                                       | Vainqueur          | Deuxième               | Troisième          | Leader du classement général |
| - | ----------- | ------------------------------------------ | ------------------ | ---------------------- | ------------------ | ---------------------------- |
| 1 | 10 octobre  | Ruddervoorde (Cyclo-cross de Ruddervoorde) | Laurens Sweeck     | Michael Vanthourenhout | Daan Soete         | Laurens Sweeck               |
| 2 | 31 octobre  | Zonhoven (Cyclo-cross de Zonhoven)         | Laurens Sweeck     | Jens Vandekinderen     | Diether Sweeck     | Laurens Sweeck               |
| 3 | 14 novembre | Hamme-Zogge (Bollekescross)                | Stan Godrie        | Diether Sweeck         | Douwe Verberne     | Laurens Sweeck               |
| 4 | 21 novembre | Gavere (Cyclo-cross d'Asper-Gavere)        | Jens Vandekinderen | Danny van Poppel       | Laurens Sweeck     | Laurens Sweeck               |
| 5 | 28 novembre | Gieten (Cyclo-cross de Gieten)             | Jakub Skála        | Vojtech Nipl           | Jeroen Meijers     | Diether Sweeck               |
| 6 | 27 décembre | Diegem (Cyclo-cross de Diegem)             | Danny van Poppel   | Laurens Sweeck         | Stan Godrie        | Laurens Sweeck               |
| 7 | 6 février   | Hoogstraten (Vlaamse Aardbeiencross)       | Diether Sweeck     | Laurens Sweeck         | Douwe Verberne     | Laurens Sweeck               |
| 8 | 12 février  | Middelkerke (Noordzeecross)                | Laurens Sweeck     | Diether Sweeck         | Jens Vandekinderen | Laurens Sweeck               |

### Classement général
| Pos | Coureur                | Points |
| --- | ---------------------- | ------ |
| 1   | Laurens Sweeck         | 86     |
| 2   | Diether Sweeck         | 77     |
| 3   | Jens Vandekinderen     | 76     |
| 4   | Stan Godrie            | 62     |
| 5   | Daan Soete             | 60     |
| 6   | Daniel Peeters         | 55     |
| 7   | Douwe Verberne         | 55     |
| 8   | Danny van Poppel       | 45     |
| 9   | Jaap de Man            | 42     |
| 10  | Michael Vanthourenhout | 40     |